# Kyūdō

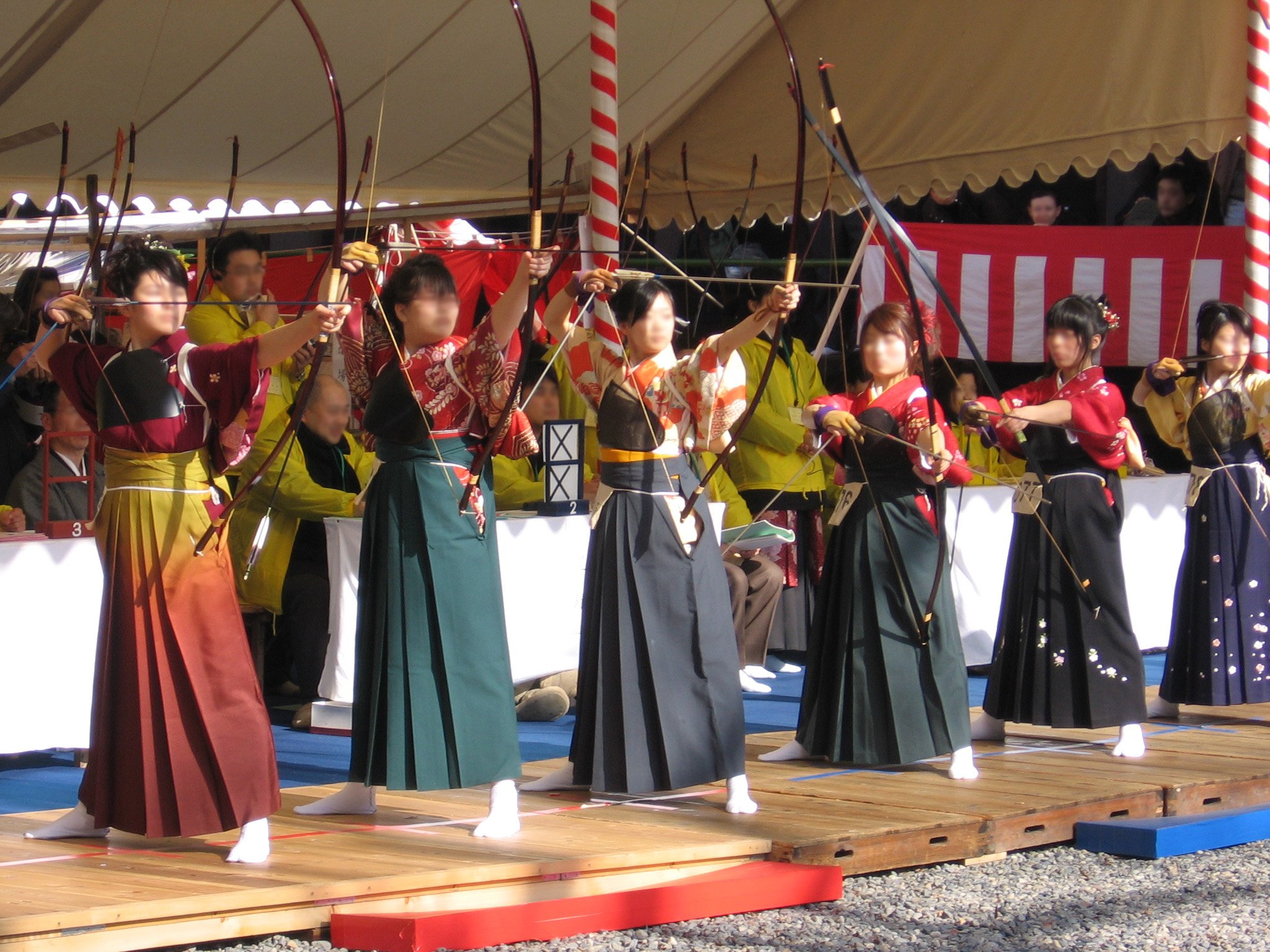
Kyūdōjin pendant un tir.

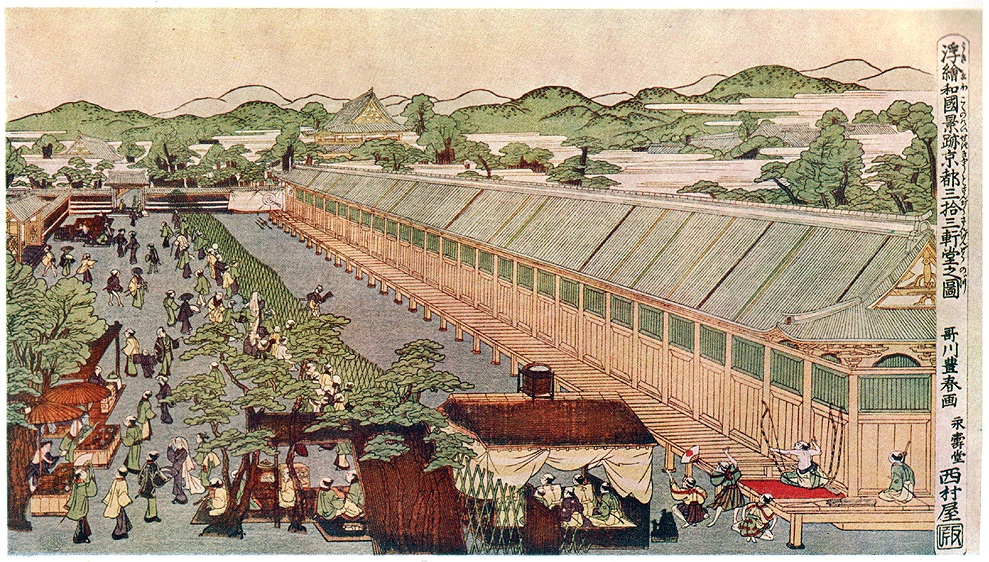
Concours au temple Sanjusangendo, distance de tir 125 m.

Le kyūdō (弓道, litt. « la voie de l'arc ») est un art martial japonais (budō), issu du tir à l'arc guerrier (kyūjutsu).
Cette discipline se singularise de sa contrepartie occidentale par les influences mélangées propres à la culture japonaise : le zen, le confucianisme, mais aussi le taoïsme et le shintoïsme.
Le kyūdō est une des voies martiales japonaises, cherchant le développement de la discipline du corps et du groupe, par la maîtrise des gestes et le respect de l'étiquette rei (礼). Le pratiquant recherche un mouvement parfait pour pouvoir transcender à la fois l'esprit et le corps. Le principe consiste à percer une feuille de papier servant de cible avec un minimum de tension musculaire et un maximum d'énergie spirituelle, ki. La gestuelle esthétique résulte d'une chorégraphie codifiée. Atteindre précisément la cible est la conséquence de l'équilibre correct d'un corps et d'un esprit disciplinés et harmonisés. Le second pendant de cette discipline est le développement du tir dans un comportement social entre archers, c'est-à-dire l'étiquette : un tir ne se déroule pas sans qu'un archer ne tienne compte du contexte, de l'environnement et des personnes présentes.

## Étymologie

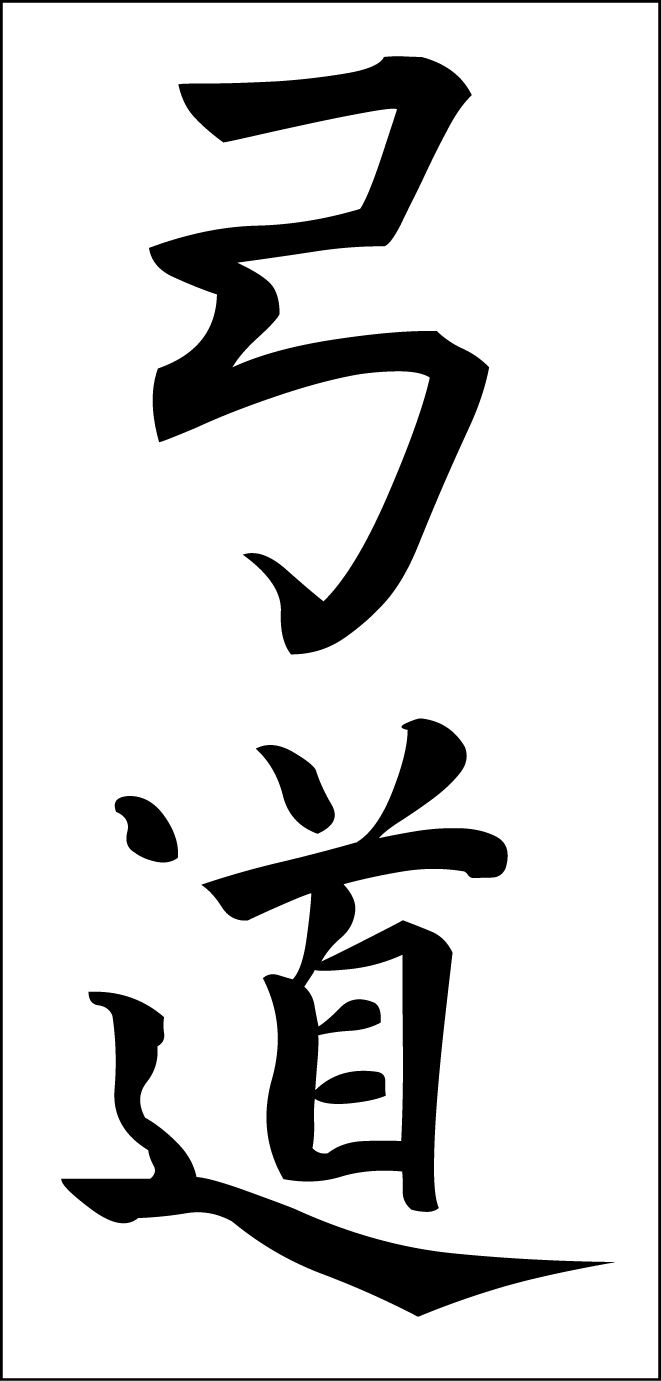

Le mot kyūdō est composé de deux idéogrammes (kanjis) signifiant :
- 弓 (kyū?) : arc
- 道 (dō?) : voie

Kyūdō se traduit par « la voie de l'arc ». Comme pour tout mot composé de leur langue, les Japonais se servent de vieux vocables chinois plutôt que de leurs prononciations autochtones. Kyū (arc) est l'ancien vocable chinois, alors que yumi (arc) est le vocable japonais désignant l'arc en général. Son idéogramme est une clé de la composition d'autres idéogrammes (comme un préfixe) et signifie la force. La voie (dō) ici est la même qui se retrouve dans jūdō, kendō, etc. Elle désigne une discipline et un chemin d'accomplissement.

## Histoire
On retrouve des vestiges d'arcs vieux de deux mille ans. Utilisé autant pour la chasse que pour la guerre, l'arc est l'unique arme capable de tuer à distance et l'une des armes de prédilection des guerriers japonais (kyūjutsu) avec le sabre, surtout entre le XIIe siècle et le XVIe siècle. Il disparaît alors peu à peu au profit du mousquet importé par les Portugais. Cette école de guerre nommée alors kyūjutsu, se distingue sous un nom d'école : heikiryū. Bien que cette technique de combat soit perpétuée jusqu'à nos jours, en gardant ses gestes millénaires, elle perd néanmoins un certain sens en l'absence de combat avec des arcs.
Parallèlement au développement de celle-ci, une autre école de tir à l'arc se développe : l'Ogasawa-ryū. Cette dernière délaisse complètement l'aspect guerrier de l'arc pour ne retenir que son aspect symbolique et l'utilise dans les rituels. Très proche des prêtres shintos, cette école use des pouvoirs magiques assimilés à l'arc dans la tradition japonaise. Ainsi, on baptise la construction de tout nouvel édifice au Japon par un lancer de flèches purificatrices avant d'installer un arc sur le toit de la maison. De même, lors d'une naissance, on peut demander un tir de purification. On connaît aussi la danse de l'arc des sumos, qui a la même vocation.
Depuis la Seconde Guerre mondiale, kyūdō est souvent associé au bouddhisme zen, même si toutes les écoles kyūdō ne comprennent pas une composante religieuse ou spirituelle. Cette vue populaire est probablement le résultat du livre Le Zen dans l'art chevaleresque du tir à l'arc (titre original : Zen in der Kunst des Bogenschießens, 1948, de l'auteur allemand Eugen Herrigel. Herrigel ne parle qu'un peu japonais et emploie généralement un traducteur pour parler avec son professeur. Sa vue sur le kyūdō est en partie due à une mauvaise communication et à son exposition à une forme contemplative de cet art martial. Et cela même si le livre, traduit en japonais en 1956, a depuis un énorme impact sur la perception du kyūdō également au Japon.
Le terme kyūdō fait son apparition dans diverses écoles dès le XVIIe siècle. Ce n'est qu'après la Seconde Guerre mondiale à la suite du désarmement imposé par l'occupant américain qu'une fédération japonaise de kyūdō (la Zen Nippon Kyudo Renmei) voit le jour. Elle se donne pour objectif de normaliser les enseignements divers donnés par les différentes écoles mais aussi d'établir une pratique commune entre elles et permettre des manifestations communes. Elle définit le kyudo moderne issu des cultures traditionnelles du kyudo dans lesquelles il puise les éléments essentiels de chaque école. Cette volonté permet au kyudo actuel de conserver sa richesse historique et de continuer à développer son raffinement. Cette normalisation est éditée sous forme de livres (volumes) : le Kyudo kyohon, qui est traduit officiellement en anglais. Une adaptation a été faite en français, Manuel de kyudo. Ce manuel sert aussi bien au débutant qu'au tireur avancé. Rédigé et amélioré régulièrement par les senseide la fédération japonaise (ANKF), maîtres de la discipline, il est une source et une référence pour la pratique du kyūdō. Cet ouvrage est accessible auprès des fédérations membres de la fédération internationale (IKYF).
Il existe aujourd'hui des fédérations de kyūdō aux États-Unis et en Europe, les fédérations européennes sont affiliées au Japon par l'intermédiaire de la Fédération européenne de kyudo. En 2006 est créée la Fédération internationale de kyūdō IKYF (International Kyudo Federation). Dix-sept fédérations de différents pays en sont membres : le Japon, l'Autriche, la Belgique, la Finlande, la France, l'Allemagne, le Royaume-Uni, l'Islande, l'Italie, le Luxembourg, les Pays-Bas, la Norvège, le Portugal, l'Espagne, la Suisse, la Suède et les États-Unis.
La synthétisation du kyūdō par la Zen Nippon Kyudo Renmei n'est pas créée au détriment des koryū (écoles ancestrales). Les traditions des différentes koryu sont précieusement entretenues par ceux qui les pratiquent et transmises ainsi parallèlement aux objectifs de développement de la fédération japonaise. Les deux pratiques coexistent sans se nuire.

## Pratiquants et enseignements

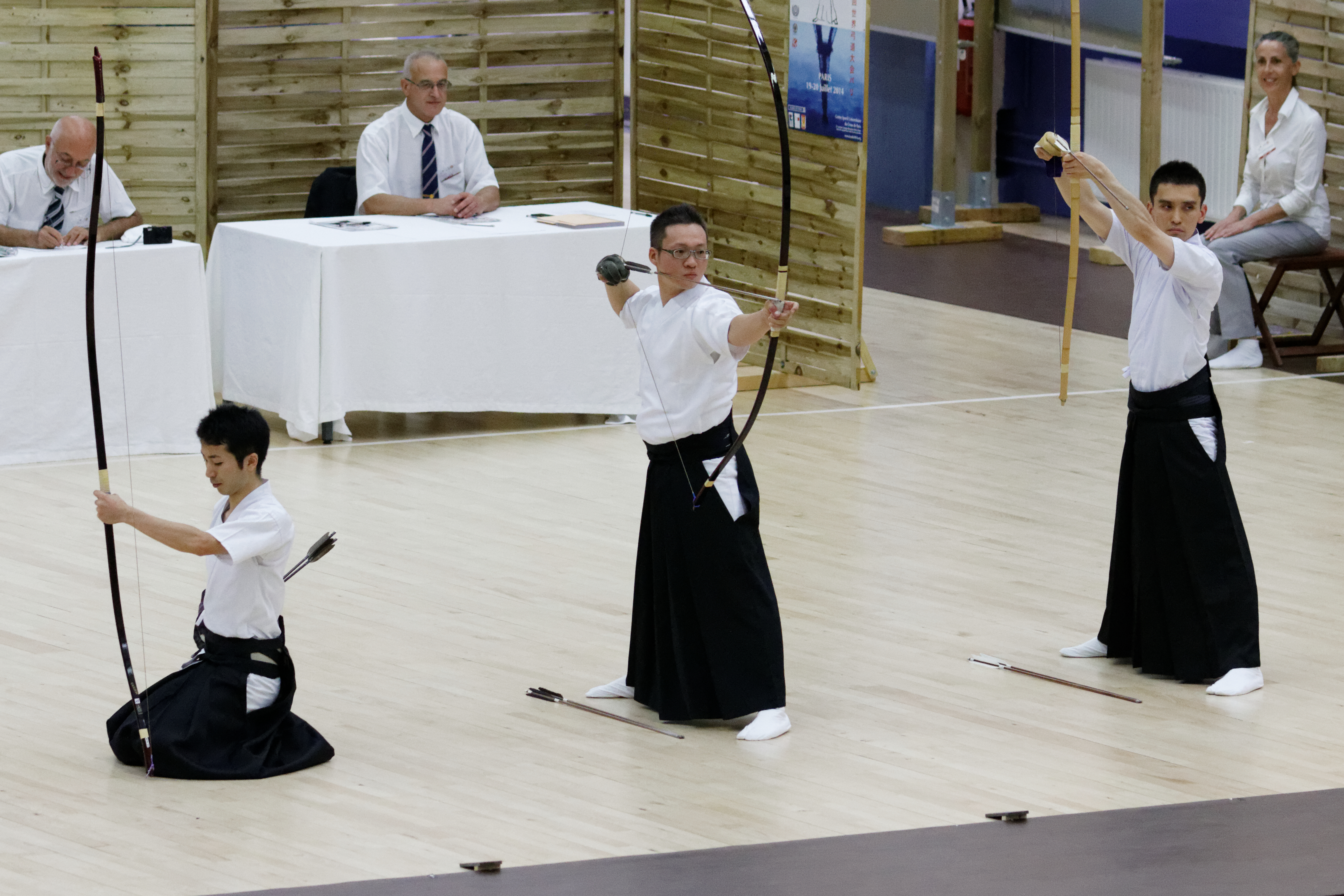
Deuxième coupe du monde à Paris en 2014.

En mars 2014, il y avait 139 560 pratiquants au Japon, dont 73 774 hommes et 65 776 femmes d’après les chiffres de la fédération. Le kyūdō compte de plus en plus de pratiquants en Europe (adhérents fédérés : 2 200), mais il est encore très restreint, leur nombre restant difficile à évaluer, de nombreux groupes n'étant pas fédérés. Aux États-Unis, leur nombre est encore plus confidentiel (environ 250). On estime qu'il y a autant d'hommes que de femmes qui pratiquent le kyūdō.
L'enseignement est bénévole, sauf dans de rares dojos privés qui perpétuent généralement une école traditionnelle particulière. Au Japon et dans le cadre de la fédération japonaise (ANKF), le kyūdō est une pratique universitaire où on obtient une note de fin d'année. Dans la pratique courante, de nombreuses compétitions existent au Japon. Celles-ci tendent aussi à se répandre également ailleurs.
L'enseignement traditionnel s'inscrit dans la relation très asiatique du maître et de l'élève ou sensei/kōhai. La transmission n'existe pas en dehors de cette relation. Le maître affermit l'élève dans la juste acquisition des gestes et postures. Il enseigne non pas en démontrant mais en montrant le geste correct, en incarnant le modèle à suivre. Il pourra aussi le cas échéant, intervenir directement sur un pratiquant en corrigeant sa posture. Le seul discours logique revient toujours aux hassetsu (gestuelle du tir scindée en huit phases successives) ; bien entendu, des remarques sont aussi formulées, mais jamais professées. Lorsqu’un Européen découvre cet apprentissage, il est confronté à un non dit qui n'a pas de substance. Le caractère de cet apprentissage désoriente les Occidentaux pour qui un apprentissage devrait être contradictoire et mentalement assimilable.

## La pratique dukyūdō
La fédération internationale définit le kyūdō par deux courts textes anciens : le Raiki shagi et le Shaho kun. Ils traitent entre autres de l'attitude juste pour tirer, de la condition mentale du tireur, de l'archétype dans l'ouverture de l'arc, de la séparation de la flèche et du tireur. Cette définition permet de différencier le kyūdō avec d'autres types de tirs qui se feraient aussi avec un arc de kyūdō. Son expression la plus concrète se matérialise à travers des formes de tirs en groupes appelés sharei. Dans un sharei, l'harmonie entre les tireurs, la justesse d'un tireur dans son tir et par rapport aux autres sont mises en évidence.

### Hassetsu, les huit étapes du tir
Le tir lui-même se déroule en huit phases distinctes et consécutives appelées « hassetsu ». L’archer apprend et suit cette succession très structurée de phases. C'est une vérification d'étapes et de détails pour organiser les mouvements hiérarchisés du tir en incluant le moindre élément. Elles sont nommées par des termes japonais avec une traduction admise pour les francophones :
1. Ashibumi : « enracinement des pieds ».
2. Dozukuri : « affermissement de la posture ».
3. Yugamae : « éveil de la vigilance ».
4. Uchiokoshi : « élévation de l'arc ».
5. Hikiwake : « extension répartie ».
6. Kai : « union ».
7. Hanare : « séparation ».
8. Zanshin : « persistance de l'esprit » ou « continuation du tir ». Cette dernière phase est suivie par un mouvement annexe : yudaoshi, « abaissement de l'arc ».

La particularité de la forme de l'arc de kyudo induit un mouvement d'ouverture très au-dessus de la tête du tireur. La partie basse de l’arc est courte et forte, elle donne la puissance au tir. La partie haute est longue et plus faible, elle donne la précision au tir. Les deux branches doivent s’équilibrer lors de l’ouverture de l’arc et du départ de la corde. Ces phases doivent être assimilées par le corps du tireur. Elles sont réalisées avec précision et en harmonie avec la respiration de l'archer et lui permettent de faire partir le coup dans les meilleures conditions possibles.
Différentes variantes existent dans les détails de l'ouverture. Elles sont issues des différentes origines du kyūdō. Le tir en bushake, est issu de la tradition guerrière et le tir en reishake, est issu, lui, du tir de cour. D’autres différences existent entre l'élévation de l'arc et le début de son ouverture (ouverture latérale ou de face) : shamen-no-kamae et shomen-no-kamae. Mais les fondements dans la répartition des tensions de l'arc pendant son ouverture et le lâché restent les mêmes.

#### Ashibumi
L'archer se positionne sur la ligne d'où les flèches seront tirées, de profil par rapport à la cible (appelée mato, ou makiwara) et tourne sa tête de manière à faire face à la cible. L'arc repose dans la main gauche à hauteur de hanche et les flèches se trouvent dans la main droite, à la même hauteur.
Ensuite, l'archer écarte ses pieds de sorte que la distance entre eux soit égale à son allonge (yazuka). Après l'accomplissement de l'ashibumi, l'axe de la cible, la ligne de tir passe devant les orteils de l'archer.

#### Dozukuri
L'archer équilibre et aligne son bassin avec ses épaules. Les deux parties du corps doivent être parallèles à la ligne imaginaire créée pendant l'ashibumi. Cette posture est étudiée pour trouver le maximum de stabilité dans les quatre directions : avant, arrière et latéralement. De plus, cette mise en place du corps est nécessaire à l’ouverture maximale de l’arc avant le lâché.

#### Yugamae
Cette phase se compose de trois parties consistant en la mise en place des flèches sur l'arc, de la corde et de la vérification des autres objets du tir :
1. Torikake, saisie du gant (gake) sur la corde avec la main droite.
2. Tenouchi, la main gauche est placée d'une nouvelle manière sur la poignée de l'arc pour tirer.
3. Monomi, l'archer tourne sa tête et regarde fixement la cible.

Le tireur se saisit de la corde et de l'arc avec la flèche et maintient cette saisie jusqu'à la fin du tir.

#### Uchiokoshi
L'archer soulève l'arc au-dessus de sa tête pour se préparer au tir tout en maintenant une respiration régulière pour se préparer à l'« union » (kai). « Comme une fumée dans un matin de printemps. »

#### Hikiwake
L'archer commence à abaisser l'arc vers la gauche tout en écartant ses bras, le mouvement doit dessiner un arc de cercle. Le tireur pousse simultanément l'arc avec son côté gauche et tire sur la corde avec le côté droit jusqu'à ce que la flèche soit au niveau de sa bouche et contre sa joue. La force est dans les coudes.
Cette ouverture est aussi balisée avec des points de passage qui sont plus ou moins étudiés suivant les traditions. Ces passages permettent à l'archer de lister au juste moment, les extensions et les tensions :
1. Daisan ou sanbun-no-ichi (1/3), le bras gauche est entièrement tendu et la lanière du gake se trouve au-dessus du front à un poing de distance (2/3 de poussée du bras gauche, 1/3 de traction ou de rétention de la main droite).
2. Sanbun-no-ni (2/3, uniquement pour l'ouverture en shamen no kamae) lorsque la flèche est à la hauteur des yeux, l'ouverture est marquée par une pose.

#### Kai

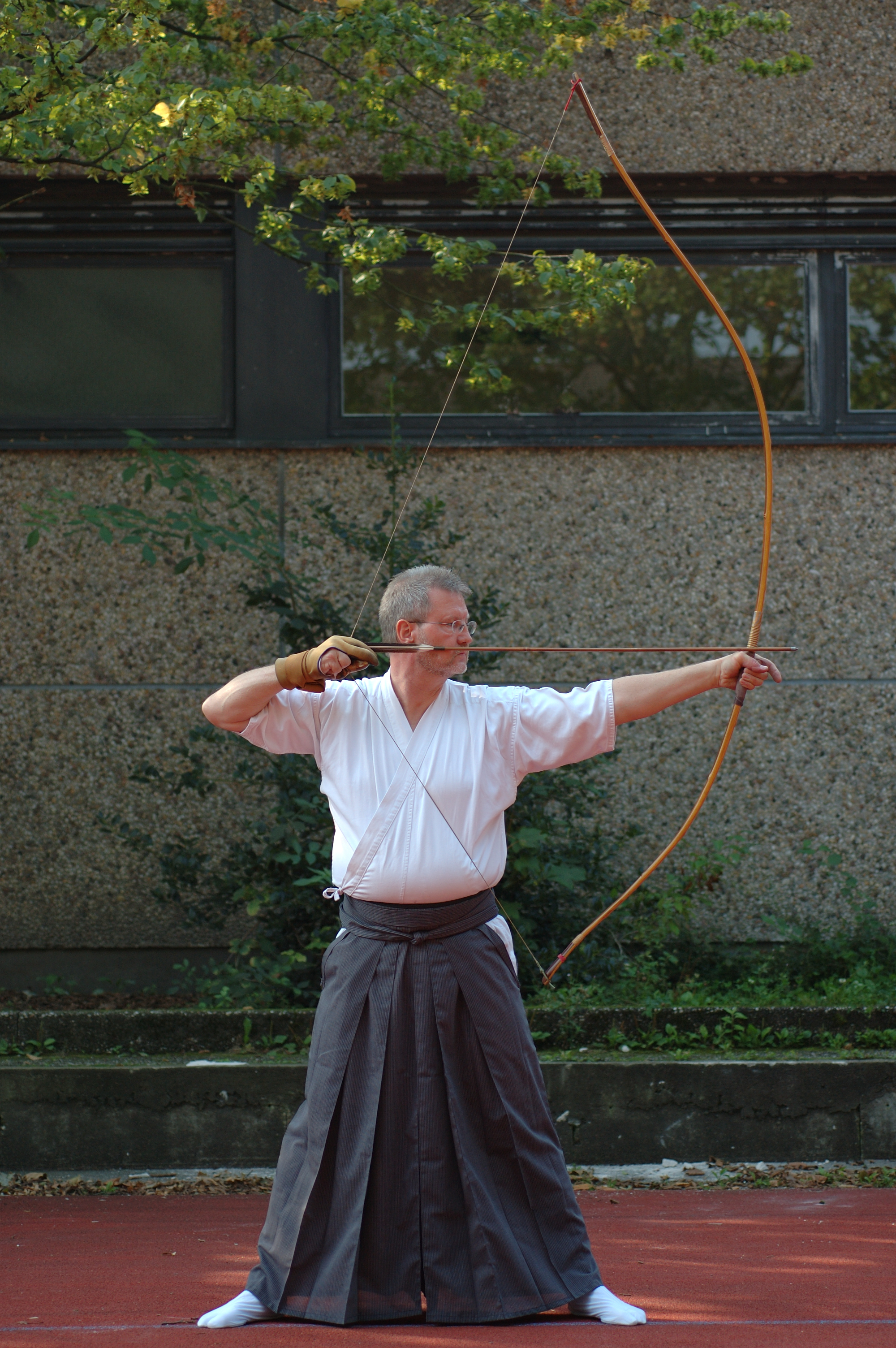
Kai.

Kai est l'harmonie, l'unité entre le lieu, le corps, l'esprit, l'arc, la flèche et la cible. Le tireur continue le mouvement commencé dans la phase précédente. L'archer semble faire une pause pour viser, en réalité il maintient l'extension du corps et de l'esprit dans toutes les directions pour créer une unité entre le corps, l'esprit, le cœur, l'arc, la flèche, la cible… La pointe de la flèche doit suivre la ligne établie pendant l'ashibumi. Par rapport à l’archerie occidentale, la poussée de l’arc se réalise avec l’espace pouce/index, la paume n’intervient pas. Cette extension dynamique doit être suffisamment énergique et efficace pour provoquer le départ de la flèche. Cette phase est étonnamment longue puisque le tireur maintient cette position environ 8 secondes ; certains conservent cette extension plus de 20 secondes afin de faire mûrir suffisamment le kai. La difficulté est d’apprécier cette durée pour que le tir soit ni prématuré, ni trop tardif.

#### Hanare
Lorsque l'archer atteint l'union parfaite, la corde se libère de la main droite pour propulser la flèche. La flèche part ou se sépare du tireur grâce à l’extension du corps et à l'accumulation de l'énergie. L'arc produit alors un son, le tsurune, ce son provient de la corde qui percute une plaquette de bois, constituant de l'arc en son sommet. La flèche touche la cible en produisant un autre son : le tekichu. Celui-ci est produit par la pointe évasée de la flèche frappant le papier de la cible tendu comme un tambour. La qualité de ces sons révèle la qualité du tir.

#### Zanshin
Après le départ de la flèche, l'archer la suit du regard, prêt à toute éventualité. Le corps est maintenu dans l'extension du kai et en restant en état de concentration. C'est à cet instant, dans cette posture spontanée et aussi grâce au vol de sa flèche, que se révèle la vraie nature du kyūdōjin (pratiquant de kyudo) et apparaissent ses intentions ou motivations profondes. Lorsque la flèche part, l'archer ne peut mentir sur sa posture finale qui résulte des tensions et des sentiments qu'il a mis en jeu dans tout le déroulement de l'ouverture de l'arc. Il doit travailler sa détermination afin d'effacer tout élément qui pourrait ternir ce zanshin et le résultat à la cible, c'est-à-dire son mental, son regard metsuke, ses postures kihon…
Cette étape est suivie d'une seconde phase, le yudaoshi. Tout en demeurant dans le tir et dans la continuité du zanshin, l'archer abaisse l'arc pour passer à la flèche suivante en recommençant les hassetsu.

### Les différentssharei
Les archers tirent par groupe. Dans l'apprentissage du kyudo, on apprend qu'aucun tir ne peut se réaliser sans qu'un archer ne tienne compte de son environnement, des autres personnes et archers présents. C'est seulement lorsqu'il en est pleinement conscient qu'il peut commencer le tir. Suivant un code protocolaire strict (étiquette ou rei), les archers se positionnent ensemble sur le pas de tir pour tirer ensuite chacun à leur tour. Ces procédures de tir sont nommées sharei. Plusieurs sharei existent et sont pratiqués suivant le lieu, les circonstances, l'assistance présente, le temps… Chacun des sharei est adapté à ces paramètres. S’ils se déroulent en intérieur, les archers utilisent une position intermédiaire assise appelée kiza (« tir » en zasha). Par contre, cette posture est peu propice pour les tirs extérieurs, ce sera alors un tir debout en risha.
Mochimato sharei est le tir étudié dès le début de la pratique afin d'aborder au plus tôt l'aspect du tir en groupe. Les dojos étant adaptés à la pratique du tir par cinq (chiffre bénéfique dans le monde sino-japonais), un groupe de cinq archers entre sur le pas de tir et chaque archer se met successivement face à sa cible. Après avoir ensemble armé une flèche, le premier archer tire seul une flèche pendant que les autres tireurs attendent. Chaque archer tire ainsi ses deux flèches par ordre. Finalement les tireurs sortent au fur et à mesure de l’espace de tir lorsqu’ils n’ont plus de flèche. Ce tir (itote-gyosha) est présenté couramment pour passer un grade appelé « dan ». Une version à trois archers avec quatre flèches chacun, dans un rythme plus rapide, est pratiqué pour les tournois (kyogi maai).
Yawatashi sharei est le tir de démonstration par excellence. Groupe d'un tireur et de deux assistants (kaizoe). Ce tir est celui utilisé pour les ouvertures de démonstrations importantes. Le groupe constitué du tireur et de ses assistants se met en place rituellement dans l'espace du dojo ; le tireur est seul devant la cible unique, le premier assistant est en retrait du tireur et le suit dans ses moindres mouvements afin de venir le seconder pendant le tir. Le deuxième assistant est en position d’attente à la ciblerie et vient retirer la flèche de la cible après chaque jet. Il ramène ensuite les flèches au premier assistant qui les rendra ensuite au tireur. Une fois le tir terminé, les trois acteurs du tir se retirent ensemble du shajō (espace de tir).
Hitotsumato sharei est un autre tir de démonstration. Trois archers se présentent alternativement devant une seule cible, ils effectuent un déplacement triangulaire pour céder la place au tireur suivant. Ce tir est particulièrement apprécié pour son côté animé.
D'autres sharei tout aussi importants se pratiquent mais sont moins usités, entre autres celui spectaculaire pour l'inauguration d'un dojo (tir en kimono de cours), ou encore celui pratiqué sur une botte de paille à bout portant pendant lequel l'archer lâche un kiai au départ de la flèche.
Chaque ryū ou école conserve ses propres sharei. Ils sont issus des longues traditions familiales ancestrales.

### Objectifs dukyūdō
Dans le manuel de kyūdō, les sensei de la fédération japonaise (ANKF) ont rappelé les buts du kyūdō. Ils indiquent que le kyūdō n'est pas une discipline sans finalité. Ces buts sont : la vérité (真, shin), la vertu (善, zen) et la beauté (美, bi).
- La vérité : concerne l'archétype du tir et de réalisation du tir sans volonté du tireur. Elle transparaît par le son que produit la corde, l'arc et l’impact de la flèche dans la cible, on perçoit la « limpidité du tir » (essayer de tirer des arcs forts impose de ne pas tricher).
- La vertu : sous-entend la bonté. Se trouver d’une humeur égale quel que soit l’événement, être détaché de sentiments tels que l’envie, la colère, l'euphorie, la joie. Le but est gérer les conflits internes et externes pour réaliser un tir correct. Ce but est atteint en particulier grâce à l'étiquette ou bienveillance, le rei.
- La beauté : elle résulte des déplacements et mouvements harmonisés avec la respiration et par l’économie dans l’utilisation de la force, l'archer semblant ne pas prendre parti dans l'ouverture de l'arc.

D'autre part, ils ont précisé les objectifs du kyudo moderne développés dans le manuel de kyudo : ces objectifs sont d'étudier les principes du tir et de cet art, l'application des mouvements basées sur l’étiquette, améliorer le caractère et la noblesse du tir et enfin, tendre vers la perfection de l'être humain.

#### Qualités du pratiquant
Il doit posséder :
- discipline
- modestie
- amabilité
- respect
- maîtrise de soi
- pondération

Il existe trois niveaux d'habileté :
1. Tōteki, la flèche frappe la cible.
2. Kanteki, la flèche perce la cible.
3. Zaiteki, la flèche existe dans la cible.

## Le lieu

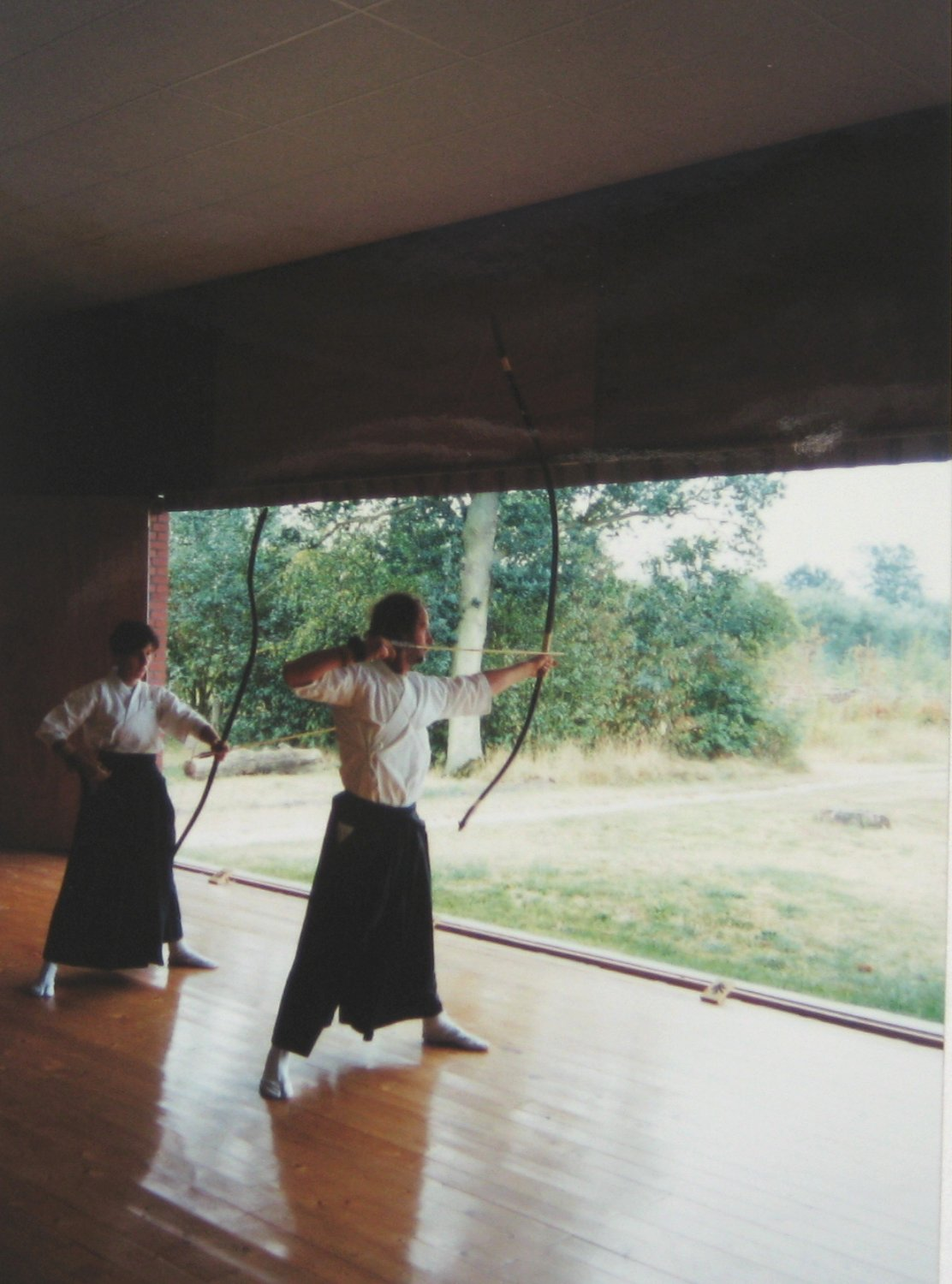
Shajo.

Mato, cible.

Le kyūdō se pratique dans un lieu nommé dojo. Celui destiné au kyūdō, le kyūdōjō, est constitué de différentes parties qui sont propres :
- le shajō, lieu où les archers évoluent, est généralement un bâtiment ouvert sur la ciblerie. Le sol est en parquet de bois dur et poli pour permettre le déplacement des archers (déchaussés), le plafond est assez haut pour l'utilisation de l'arc. C'est un espace très structuré où chacun connaît sa place. Certaines zones sont réservées, telles que le joza et le sadamenoza. Cette organisation hiérarchique de l'espace est traditionnelle, elle reproduit la même organisation que dans les espaces japonais : dojo d'arts martiaux, l'habitation, le pavillon de thé, les temples ;
- le yamichi, l'espace libre entre l'aire de tir et la ciblerie. Il est longé latéralement par le yatorimichi, chemin pour aller ramasser les flèches ;
- l'azuchi, ciblerie, permet de positionner les cibles à 28 mètres de la ligne de tir. La cible mato de 36 cm de diamètre inclinée à 5°, est positionnée à 9 cm du sol et fichée dans une bute de sable mouillé à forte pente (20°).

Le kyūdō est également pratiqué à courte distance pour l'initiation et l'entraînement, à une longueur d'arc d'une cible de paille appelée makiwara (paille roulée). Il existe un sharei demandant un tir sur un makiwara pour les pratiquants les plus avancés, si bien qu'après avoir étudié une vie, on se retrouve à faire un exercice similaire à celui des débutants…
Au Japon, les dojos sont soit municipaux, soit situés dans le cadre scolaire. Le monde occidental n'en compte que quelques-uns construits de manière traditionnelle où la pratique prend une saveur incomparable.
En France, le kyudojo fédéral de Noisiel dépendant de la Fédération de kyudo traditionnel, de la Ligue Île-de-France et du Comité national de kyudo (CNKyudo), de l'association Kyudo Val-Maubuée, ainsi que de la mairie de Noisiel, est le premier kyudojo public en France. Construit sur le modèle des dojos japonais, il comporte deux bâtiments : l'un accueillant les archers et le second la ciblerie située à 28 m.

## Équipement dukyūdōjin

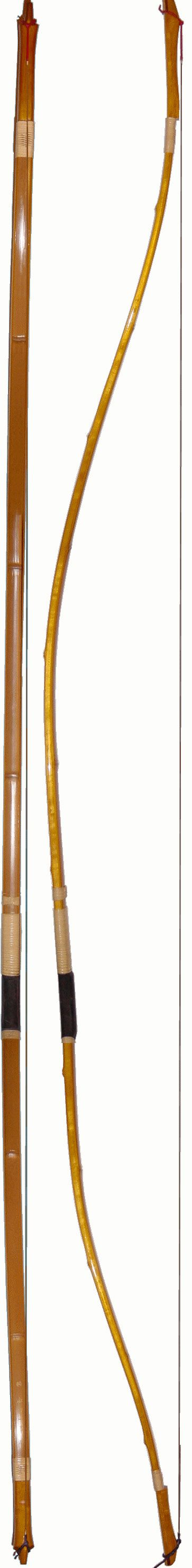
Yumi, l'arc.

L'arc japonais, (yumi) est certainement le plus grand et le plus étrange au monde avec sa forme particulière. Long de plus de deux mètres, en bambou ou fibre de verre, il est proportionné au pratiquant d'après son allonge (yasuka) et est asymétrique, c'est-à-dire que sa poignée ne se situe pas au milieu de l'arc mais au tiers inférieur. L'utilisation de l'arc japonais (yumi) n'est pas limitée au kyūdō. Il est aussi utilisé dans d'autres disciplines (yabusame) ou d'autres pratiques (cérémonies shinto).
Les flèches (ya) sont traditionnellement en bambou et empennées de plumes d'oiseaux de proie. Elles vont toujours par paires et sont élaborés de manières différentes : l'une a l'empennage penché vers la droite, et l'autre vers la gauche. Cette astuce évite (théoriquement) de tirer sur la flèche précédente. Les flèches du tir à bout portant (makiwaraya) sont différentes du tir à longue distance (matoya).
L'archer utilise un gant (gake) pour tenir la corde. La corde est alors crochetée à la base du pouce, très rigide. C'est une technique d'origine mongole. Il y a des gants à trois, quatre ou cinq doigts.
La tenue de l'archer est composée du kimono traditionnel avec un hakama, un obi et des tabi. Toutefois, pendant l'entraînement, la tenue cérémonielle est remplacée par une blouse blanche à manches courtes appelée keikogi. Le port du kimono entrave l'archer et l'oblige à cultiver des déplacements et postures corrects, le kimono devient un soutien pour la progression de l'archer.

## Principales traditions
Tir à l'arc monté (yabusame)
- Takeda-ryū (武田 流)
- Ogasawara-ryū (小 笠原 流)

Tir à l'arc à pied
- Heki-ryū (日 置 流)
  - Heki-ryū Chikurin-ha (竹林 派)
    - Bishū Chikurin-ha (尾 州 竹林 派)
    - Kishū Chikurin-ha (紀 州 竹林 派)

  - Heki-ryū Insai-ha (aussi nommée Heki Tō-ryū) (印 西 派) (日 置 当 流)
  - Heki-ryū Sekka-ha (雪 荷 派)
  - Heki-ryū Dōsetsu-ha (道 雪 派)
- Honda-ryū (本 多 流)
- Ogasawara-ryū (小 笠原 流)
- Yamato-ryū (大 和 流)

En plus des principales traditions, il existe de nombreuses écoles plus récentes et souvent plus spirituelles qui sont actives à l'extérieur du Japon.

## Autres orientations de la pratique, autres formes dekyūdō
Dans le kyūdō, d'autres courants existent qui incorporent les éléments d'autres traditions orientales. Bien qu'ils soient marginaux, ils trouvent une écoute attentive. Ils ont des finalités divergentes que celles définies par la majorité.
Dans ces autres courants, des différences significatives sont à noter, techniquement, dans les kihon, dans la manière d'ouvrir l'arc, la tenue des flèches, mais surtout sur le fond. Pour certains, le tir est axé sur la respiration. Pour d'autres, c'est un test de manifestation du ki ou encore une détente anti-stress, une méditation en mouvement, un rituel shinto, kotodama, Shambhala, une thérapie. Cette liste n'est pas exhaustive, le kyūdō, comme toute discipline, donne naissance à de nombreuses variantes ; les pratiques évoluent au travers des archers qui les font vivre.
Certaines écoles restent détachées de toute démarche fédératrice qui baliserait, par exemple, la progression par des dans. C'est le cas de l'école Heki-ryu bishu chikurin-ha de la lignée de Kanjuro Shibhata sensei, facteur d'arc de l'empereur du Japon, organisée en fédération autonome.
Quelques dojos privés existent aussi, des chercheurs y enseignent une pratique qu'ils transmettent de génération en génération.
Cependant, ces groupements soucieux de conserver leur particularité ont à leur tête les héritiers d'une école qui, généralement, reste en contact avec la fédération japonaise (ANKF) pour conserver et améliorer leurs propres niveaux de pratique.